# 乾夏寧
乾夏寧（日语：／ Inui Natsune，8月10日—）是一名日本女性聲優，京都府京都市出身，ARTSVISION所屬。

## 人物
畢業於日本播音演技研究所。
能說關西方言與京都方言。
興趣與特長包括觀看動畫、閱讀漫畫，以及按摩。

## 演出作品
※粗體字為主要角色。

### 電視動畫
2023年
- 福星小子（女高中生）

2024年
- 名偵探柯南（學生）
- 非自願的不死冒險者（麒麟）
- 蔚藍檔案 The Animation（傭兵工）
- 花野井同學與戀愛病（女高中生）
- 青之壬生浪（小孩）
- 結緣甘神神社（女學生）

2025年
- S級怪獸《貝希摩斯》被誤認成小貓，成為精靈女孩的騎士（寵物）一起生活（小孩）
- 歲月流逝飯菜依舊美味（比嘉躑躅[4]）

### 劇場版動畫
2022年
- 劇場版 歌之☆王子殿下♪ 真愛ST☆RISH TOURS

### 遊戲
2023年
- 蔚藍檔案（黑崎小雪[5]）

2024年
- DISLYTE--（文月〈輝夜姫〉）
- RE:BLOOM（莎莉·達克默里[6]）

## 外部連結
- 乾 夏寧 | 株式会社アーツビジョン
- 乾夏寧的X（前Twitter）